# LYNX1
LYNX1 (англ. Ly6/neurotoxin 1) -  білок, який кодується однойменним геном, розташованим у людей на довгому плечі 8-ї хромосоми. Довжина поліпептидного ланцюга білка становить 116 амінокислот, а молекулярна маса — 12641 Да. Було виявлено різні варіанти альтернативного сплайсингу. Описано 6 ізоформ LYNX1: LYNX1-201 (230 bp), LYNX1-202 (639 bp), LYNX1-203 (563 bp), LYNX1-204 (4708 bp), LYNX1-205 (868 bp),- LYNX1-206  (4537bp), де LYNX1-201 не є білком.

## Ген
LYNX1 розташовується у людей на довгому плечі 8-ї хромосоми. Ген містить 7 екзонів і охоплює 13,515 bp геномної ДНК.
Транскрипція між цим геном та сусіднім (SLURP2) формує транскрипти природного походження (LYNX1-SLURP2), які кодують химерний білок, що складається з послідовності, яку можна розділити на окремий генний продукт.

### Поліморфізми
Для гену LYNX1 зараз нараховують близько 2500  SNP.
| 10         |  | 20         |  | 30         |  | 40         |  | 50         |
| ---------- |  | ---------- |  | ---------- |  | ---------- |  | ---------- |
| MWPLLTLILV |  | VLMGLPLAQA |  | LDCHVCAYNG |  | DNCFNPMRCP |  | AMVAYCMTTR |
| TYYTPTRMKV |  | SKSCVPRCFE |  | TVYDGYSKHA |  | STTSCCQYDL |  | CNGTGLATPA |
| TLALAPILLA |  | TLWGLL     |  |            |  |            |  |            |

A: Аланін

C: Цистеїн

D: Аспарагінова кислота

E: Глутамінова кислота

F: Фенілаланін

G: Гліцин

H: Гістидин

I: Ізолейцин

K: Лізин

L: Лейцин

M: Метіонін

N: Аспарагін

P: Пролін

Q: Глутамін

R: Аргінін

S: Серин

T: Треонін

V: Валін

W: Триптофан

## Білок
Ген LYNX1 кодує білок (Lynx1), який є членом сімейства генів Ly-6 / нейротоксину, здатних модулювати рецептори нейромедіаторів; групи лімфоцитних антигенів, які прикріплюються до клітинної поверхні за допомогою глікозилфосфатидилінозитового якоря і мають унікальну структуру у вигляді збережених 8-10 залишків цистеїну з характерним просторовим патерном. Функціональний аналіз показує, що цей білок не є лігандом або нейротрансмітером, але має здатність посилювати функцію нікотинового ацетилхолінового рецептора в присутності ацетилхоліну. Цей ген також може грати роль в патогенезі вульгарного псоріазу.

### Локалізація
- Клітинна мембрана
- Ендоплазматичний ретикулум
- Дендрити

### Lynx1, зорова пластичність і пам'ять
Трансгенні миші без експресії Lynx1 не мають нормального критичного періоду нейропластичності в зоровій корі для розвитку домінування одного з очей. Ці миші демонструють надзвичайно швидке одужання від амбліопії в дорослому віці, що вказує на роль в зниженні синаптичної пластичності під час нормальної експресії Lynx1 в дорослому мозку. 
Lynx1 знижує пластичність зорової кори дорослої людини, зв'язуючись з нікотиновими рецепторами ацетилхоліну (NAchR) і зменшуючи передачу сигналів ацетилхоліну. Після критичного періоду розвитку і в зрілому віці рівні мРНК та білка Lynx1 збільшуються в дорослому V1 і бічному колінчастому ядрі (LGN). МРНК Lynx1 і nAChR коекспресуються в LGN, а також в парвалбумін-позитивних ГАМК інтернейронах. Після монокулярної депривації під час критичного періоду, що викликає амбліопію, моделі нокаутованих щурів Lynx1 спонтанно відновлювали нормальну гостроту зору, відкриваючи закрите око. Подібним чином, введення фізостигміну для збільшення передачі сигналів ацетилхоліну викликало одужання від амбліопії у мишей дикого типу. Інгібування Lynx1 може бути можливим терапевтичним механізмом для продовження синаптичної пластичності зорової кори і поліпшення  бінокулярної функції при деяких типах амбліопії.
Крім того, було продемонстровано, що зниження експресії Lynx1, а також блокада довгострокової потенціації, що лежить в основі навчання і пам'яті, викликана Aβ1-42, можна запобігти шляхом інкубації з водорозчинним аналогом Lynx1. Результати показують, що водорозчинний аналог Lynx1 може бути перспективним засобом для поліпшення когнітивного дефіциту при нейродегенеративних захворюваннях.

## Функції
Lynx1 діє в різних тканинах шляхом взаємодії з нікотиновими ацетилхоліновими рецепторами (nAChR). Запропонована роль модулятора активності nAChR, як видається, залежить від підтипу nAChR та стехіометрії, а також впливає на перенесення nAChR та його експресію на клітинній поверхні, а також на одноканальні властивості nAChR, вставлених у плазматичну мембрану. Lynx1 модулює функціональні властивості нікотинових ацетилхолінових рецепторів (nAChR) для запобігання надмірного збудження, а отже, і нейродегенерації. Також він підсилює десенсибілізацію, збільшуючи швидкість і ступінь десенсибілізації, що містять α4:β2 nAChR і уповільнюючи відновлення після десенсибілізації. Lynx1 сприяє великій амплітуді ацетилхолін-викликаних струмів через α4:β2 nAChR. Також залучений у регуляції пентамерному складанні nAChR в ендоплазматичному ретикулумі. Lynx1 зміщує стехіометрію від високої чутливості (α4)2:(β2)3 до низької чутливості (α4)3:(β2)2 nAChR. In vitro Lynx1 модулює nAChR, що складаються з α3:β4 субодиниць. Також він запобігає пластичності в первинній зоровій корі в кінці життя.